# Forte Novo
O chamado Forte Novo localiza-se na EN 6, fronteiro à Pedra da Nau, entre a ponta de Santa Marta e a Boca do Inferno, na Freguesia e no Município de Cascais, Distrito de Lisboa, em Portugal.
Os restos de suas muralhas encontram-se classificados como Imóvel de Interesse Público através do Decreto nº 129 de 29 de Setembro de 1977.